# Stegnogramma sagittifolia
Stegnogramma sagittifolia är en kärrbräkenväxtart som först beskrevs av Ren-Chang Ching, och fick sitt nu gällande namn av L.J.He och X.C.Zhang. Stegnogramma sagittifolia ingår i släktet Stegnogramma och familjen Thelypteridaceae. Inga underarter finns listade.